# Чибирев, Игорь Викторович
И́горь Ви́кторович Чи́бирев (укр. Ігор Вікторович Чибирєв; род. 19 апреля 1968 года, Пенза, РСФСР, СССР) — советский и украинский хоккеист. Имеет гражданство Канады. Мастер спорта СССР международного класса.

## Биография
Известен по выступлениям за ЦСКА и «Хартфорд Уэйлерс» (выбран под 266-м номером на драфте 1993 года) в 1980-е и 1990-е годы. В чемпионатах СССР — 187 матчей, 51 гол, 38 передач, в НХЛ — 45 игр, 7 голов, 12 передач.
В 2002 году на Олимпийских играх в Солт-Лейк-Сити выступал за сборную Украины.
- 3 апреля 2007 года — 28 марта 2008 года — тренер ХК МВД (Балашиха).
- 5 мая 2008 года — 29 декабря 2008 года — тренер «Сибири» (Новосибирск).
- 8 апреля 2013 года — 18 июня 2014 года — тренер команды МХЛ «Молодая Гвардия»(Донецк).
- 5 августа 2014 года — 30 апреля 2015 года — тренер сборной команды Украины.
- 11 сентября 2014 года — 30 апреля 2015 года — главный тренер молодёжной сборной команды Украины.
- С 7 мая 2015 года — старший тренер «Сокола» (Красноярск).

## Достижения
- Чемпион СССР 1988
- Лучший снайпер и бомбардир чемпионата Швейцарии сезона 1995/96 — 69 очков (36+33) в 35 играх.